# 慕尼黑商學院
慕尼黑商学院（Munich Business School）是一所位于德国巴伐利亚慕尼黑的私立商学院。慕尼黑商学院提供工商管理學士學位以及工商管理碩士學位，而且与雪菲爾哈倫大學合作 提供企業管理博士学位。 